# Heterodoxy
Heterodoxy était le nom d'un groupe féministe new-yorkais au début du XXe siècle.

## Histoire
Heterodoxy est un groupe féministe qui se réunissait à Greenwich Village au début du XXe siècle. Il fut fondé par Marie Jenney Howe en 1912. Ses positions étaient plus radicales que celles des clubs féministes existants et les préoccupations de ses membres ne se limitaient pas au droit de vote.  Marie Jenney Howe demandait aux candidates du club de s'affranchir des opinions orthodoxes. Le club se réunissait un samedi sur deux pour le dîner. À ses débuts, il comptait 25 membres. Le club fut dissous dans les années 1940. Ses membres se faisaient appeler des « Heterodites ».
Le club acceptait que des opinions politiques opposées s'expriment et les participantes pouvaient être ouvertement bisexuelles, lesbiennes ou hétérosexuelles.
Le groupe est un pilier des débuts du féminisme américain. De nombreuses personnalités notables s'y retrouvèrent, dont Susan Glaspell, Charlotte Perkins Gilman et Ida Rauh.
En 1913, le groupe soutint une de ses membres, Henrietta Rodman, suspendue de sa fonction d'enseignante à New York parce qu'elle venait de se marier. En effet, les règles de l'institution interdisait aux femmes mariées de poursuivre leur carrière. Une manifestation ponctuée de discours fut organisée devant la Washington Irving High School mais ne déboucha sur rien. Le règlement changea enfin en 1915.
Les Heterodites Alice Kimball, Alison Turnbull Hopkins, Doris Stevens et Paula Jakobi furent arrêtées en 1917 ou 1918 lors de manifestations pour le droit de vote et furent emprisonnées à Occoquan Workhouse, en prison ou en hôpital psychiatrique.

## Membres
- Katharine Anthony
- Sara Josephine Baker
- Stella Cominsky Ballantine
- Bessie Beatty
- Edwine Behre
- Frances Maule Bjorkman
- Mary Bookstaver
- Elinor Byrns
- Elizabeth Ellsworth Cook
- Marion Cothren
- Mabel Potter Daggett
- Maida Castellun Darnton
- Agnes de Mille
- Anna George de Mille
- Mary Dennett
- Rheta Louise Childe Dorr
- Elsie Dufour
- Crystal Eastman
- Edith Ellis
- Mateel Howe Farnham
- Mary Fels
- Eleanor Fitzgerald
- Elizabeth Gurley Flynn
- Zona Gale
- Charlotte Perkins Gilman
- Susan Glaspell
- Myran Louise Grant
- Beatrice Forbes-Robertson Hale
- Ruth Hale
- Anne Herendeen
- Ami Mali Hicks
- Beatrice M. Hinkle
- Leta Stetter Hollingworth
- Alison Turnbull Hopkins
- Marie Jenney Howe
- Helen Hull
- Fannie Hurst
- Elisabeth Irwin
- Inez Haynes Irwin
- Paula O. Jakobi
- Grace Nail Johnson
- Gertrude B. Kelley
- Edna Kenton
- Fannie Kilbourn
- Alice Mary Kimball
- Fola La Follette
- Ellen La Motte
- Eleanor Lawson
- Katherine Leckie
- Rose Strunsky Lorwin
- Mabel Dodge Luhan
- Mary Margaret McBride
- Inez Milholland
- Alice Duer Miller
- Elsie Clews Parsons
- Mary Field Parton
- Ruth Pickering Pinchot
- Grace Potter
- Ida Sedgwick Proper
- Nina Wilcox Putnam
- Ida Rauh
- Henrietta Rodman
- Netha Roe
- Lou Rogers
- Florence Guy Woolston Seabury
- Mary Shaw
- Anne O'Hagan Shinn
- Sarah Field Splint
- Doris Stevens
- Rose Pastor Stokes
- Vida Ravenscroft Sutton
- Kathleen de Vere Taylor
- Signe Kristine Toksvig
- Mary Logan Tucker
- Mary Heaton Vorse
- Helen Westley
- Vira Boarman Whitehouse
- Margaret Widdemer
- Margaret Wycherly
- I. A. R. Wylie
- Rose Emmet Young